# Art et Comédie
 (septembre 2024).
Si vous disposez d'ouvrages ou d'articles de référence ou si vous connaissez des sites web de qualité traitant du thème abordé ici, merci de compléter l'article en donnant les références utiles à sa vérifiabilité et en les liant à la section « Notes et références ».
Art et Comédie est une maison d'édition créée en 1950 par Pierre Thareau, auteur dramatique.

## Historique
Art et Comédie a été rachetée en 1997 par Edicom Direct.
Le 7 mai 2019 la société a été mise en liquidation judiciaire.

## Présentation
Le premier catalogue de pièces de théâtre est paru en 1952 et comportait une quarantaine de titres. 
Il compte plus de 1 500 titres pour plus de 550 auteurs francophones.
Les ouvrages sont diffusés principalement en vente par correspondance.